# Patti LaBelle
Patti LaBelle, pseudonimo di Patricia Louise Holt (Filadelfia, 24 maggio 1944), è una cantante e attrice statunitense.
Generalmente riconosciuta come "Godmother of Soul" (Madrina del Soul), Patti LaBelle iniziò la sua carriera all'inizio degli anni '60 come leader del gruppo Patti LaBelle and the Bluebelles. Dopo il cambiamento del nome del gruppo in Labelle all'inizio degli anni '70, lanciarono l'iconica canzone disco Lady Marmalade e diventarono il primo gruppo vocale afroamericano a finire sulla copertina della rivista Rolling Stone.
Dopo lo scioglimento del gruppo nel 1976, la LaBelle iniziò la sua carriera solista di successo, a partire dal suo omonimo album di debutto, che includeva una delle sue più famose canzoni: You Are My Friend. La LaBelle acquistò fama e successo nel 1984 grazie ai singoli If Only You Knew, New Attitude e Stir It Up.
In una carriera lunga oltre 60 anni, ha venduto più di 50 milioni di album in tutto il mondo. Patti LaBelle fu inserita nelle Grammy Hall of Fame, Hollywood Walk of Fame e Apollo Theater Hall of Fame. Fu inclusa anche nella lista dei migliori 100 cantanti di sempre della rivista Rolling Stone. Patti è un soprano drammatico ed è famosa per la sua estensione e potenza vocale e per l'intensità emotiva delle sue interpretazioni.

## Infanzia e inizio della carriera

### Patti LaBelle and The Bluebelles
LaBelle nacque il 24 maggio 1944, nella sezione di Eastwick a sud-ovest di Filadelfia in Pennsylvania. Era la secondogenita di Henry e Bertha Holte. I suoi fratelli erano Thomas Hogan Jr. (nato nel 1930), Vivian Hogan (1932-1975), Barbara (1942-1982) e Jacqueline "Jackie" (1945-1989). Suo padre era un ferroviere e suonava nei club, mentre la madre era una domestica. Nonostante si fosse goduta la sua infanzia, la LaBelle scriverà nelle sue memorie, Don't Block the Blessings, che il matrimonio dei suoi genitori era violento. Poco dopo il divorzio dei suoi genitori, quando Patti aveva dodici anni, fu molestata sessualmente da un amico di famiglia. A 10 anni si iscrisse al un coro locale alla Beulah Baptist Church e due anni dopo cantò per la prima volta da solista. Durante la sua crescita, ascoltò diversi stili secolari di musica, tra cui jazz e R&B.
A 16 anni la LaBelle vinse una competizione alla John Bartram High School. Questo successo le permise di formare il suo primo gruppo, The Ordettes, nel 1960, con le compagne di scuola Jean Brown, Yvonne Hogen and Johnnie Dawson. Con Patti come leader, il gruppo divenne un'attrazione locale finché due membri dovettero lasciarlo per sposarsi, mentre un'altra fu costretta ad andarsene dal padre religioso. Nel 1962, le Ordettes assunsero tre nuovi membri: Cindy Birdsong, Sarah Dash e Nona Hendryx. Quell'anno fecero un'audizione per il proprietario di un'etichetta discografica locale, Harold Robinson. Robinson accettò di lavorare con il gruppo dopo aver sentito la LaBelle cantare la canzone I Sold My Heart to the Junkman.
Dopo aver firmato il contratto con loro, Robinson decise di cambiare il nome del gruppo in The Blue Belles e furono scelte per registrare I Sold My Heart to the Junkman, che era già stato registrato dalle The Starlets, ma che fu poi considerato come un singolo delle Blue Belles per un conflitto dell'etichetta. Il manager delle Starlets denunciò Harold Robinson dopo aver visto le Blue Belles cantare in playback la canzone ad American Bandstand. Dopo aver stipulato un accordo al di fuori dal tribunale, Robinson cambiò il nome del gruppo in "Patti LaBelle and The Blue Belles". Inizialmente un cartellone pubblicitario citò il gruppo con il nome "Patti Bell and the Blue Bells". Nel 1963 il gruppo ottenne il suo primo successo con la canzone Down the Aisle che entrò nella top 40 delle classifiche pop e R&B di Billboard. Lo stesso anno registrarono la loro versione di You'll Never Walk Alone; il singolo fu nuovamente pubblicato con l'etichetta Cameo-Parkway Records, entrando nuovamente in classifica nel 1964. Un'altra hit, Danny Boy, uscì lo stesso giorno. Nel 1965 dopo la chiusura della Cameo-Parkway il gruppo si trasferì a New York e firmò un contratto con la Atlantic Records, per la quale registrarono dodici singoli, tra cui All or Nothing e Take Me for a Little While. Inoltre registrarono le loro versioni delle canzoni Over the Rainbow e A Groovy Kind of Love. Nel 1967, Cindy Birdsong lasciò il gruppo per unirsi alle The Supremes. Nel 1970 il gruppo fu scaricato dalla Atlantic Records e dal loro manager Bernard Montague.
Quell'anno, Vicki Wickham, produttore dello show musicale britannico Ready, Steady, Go, accettò di diventare manager del gruppo sotto consiglio della cantante Dusty Springfield. La prima decisione di Wickam come manager fu quella di cambiare il nome del gruppo in Labelle e consigliò a loro di rinnovarsi, adottando un look e un suono che avrebbe potuto rappresentare funk, rock e soul psichedelico. Nel 1971, il gruppo aprì diversi concerti dei The Who durante il loro tour degli Stati Uniti.

### Labelle

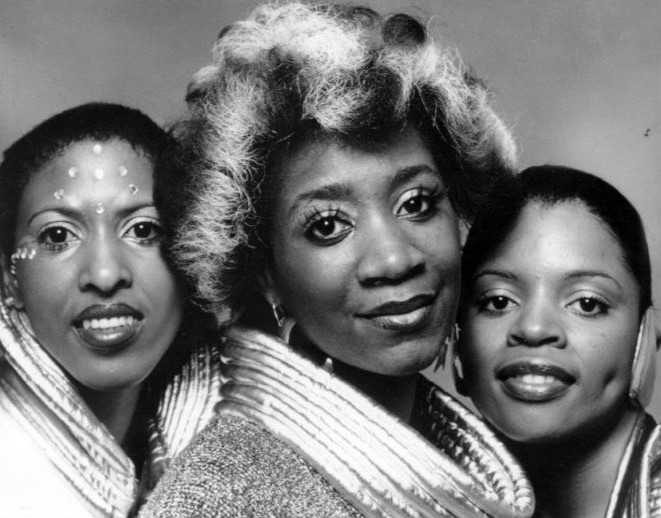
Patti LaBelle (al centro) con Sarah Dash e Nona Hendryx in una foto promozionale del 1974.

Le Labelle firmarono un contratto con la Track Records e lanciarono il loro album di debutto omonimo nel 1971. L'album ha un suono riconducibile prevalentemente al Soul psichedelico e l'unione di ritmi rock e soul segnava l'allontanamento del gruppo dal loro stile musicale iniziale. Lo stesso anno, cantarono come coriste nell'album Gonna Take a Miracle di Laura Nyro. L'anno dopo, nel 1972, il gruppo pubblicò Moon Shadow, che aveva uno stile musicale simile all'album precedente. Nel 1973, influenzato da musicisti glam rock come David Bowie e Elton John, Wickham fece vestire il gruppo con tute spaziali argentate e con un trucco luminescente.
Dopo che il loro terzo album, Pressure Cookin', non riuscì a generare un vero e proprio successo, le Labelle stipularono un contratto con la Epic Records nel 1974, pubblicando l'album più famoso della loro carriera, Nightbirds, che mescolava soul, funk e rock, grazie al lavoro del produttore, Allen Toussaint. Il singolo Lady Marmalade sarebbe diventato il maggior successo della loro carriera, raggiungendo il primo posto nella classifica Billboard Hot 100 e vendendo più di un milione di copie. L'album sarebbe stato poi disco d'oro per aver venduto un milione di copie. Nell'ottobre del 1974, le Labelle diventarono il primo gruppo vocale rock and roll a cantare alla Metropolitan Opera House. Visto il successo del disco e del singolo Lady Marmalade, le Labelle andarono in copertina sulla rivista Rolling Stone nel 1975.
Le Labelle pubblicarono altri due album, Phoenix e Chameleon nel 1975 e 1976, rispettivamente. Mentre gli album permisero al gruppo di mantenersi sulla scia del successo per la critica, nessun singolo tratto dai due album entrò nelle classifiche pop. Nel 1976, Patti, Nona e Sarah iniziarono a litigare su quale direzione musicale dare al gruppo. Emersero difficoltà personali durante un concerto il 16 dicembre 1976 a Baltimore nel Maryland dove la Hendrix andò dietro le quinte e si ferì durante un esaurimento nervoso. A seguito dell'incidente, Patti LaBelle ritenne che il gruppo si sarebbe dovuto separare.

## Carriera solista

### Inizio della carriera solista (1977-1984)
Patti LaBelle firmò un contratto da solista con la Epic Records nel 1977 e assunse David Rubinson, già produttore di Chameleon, per registrare il suo album di debutto omonimo, che uscì quell'anno. L'album conteneva alcuni discreti successi tra cui, Joy to Have Your Love e Dan Swit Me e la ballata Gospel, You Are My Friend, che sarebbe diventata una presenza fissa nei suoi concerti. Uscirono altri tre album attraverso la Epic fino al 1980, di cui ebbero successo le canzoni Eyes in the Back of My Head, Little Girls, Music is My Way of Life, Come What May, Release (The Tension) e I Don't Go Shopping (co-scritta da Peter Allen).
Successivamente la LaBelle firmò un contratto con la Philadelphia International Records, con la quale registrò una nota versione di Over the Rainbow sull'album The Spirit's in It (1981). Nel 1982, registrò un duetto con Grover Washington cantando The Best Is Yet to Come. Lo stesso anno fu elogiata per aver partecipato al musical di Broadway Your Arms Too Short to Box with God. The Best Is Yet to Come garantì alla LaBelle la sua prima nomination ai Grammy Award. Nel 1983, uscì l'album I'm in Love Again che includeva i suoi primi successi da top 10 nella classifica R&B, Love, Need and Want You e If Only You Knew. Quest'ultima divenne poi il suo primo singolo a raggiungere la prima posizione in classifica come solista, all'inizio del 1984. In quell'anno, ottenne un altro successo con Bobby Womack con la canzone Love Has Finally Come at Last e apparendo nel film Storia di un soldato.

### Il successo (1984-2009)
INel 1984, la LaBelle registrò le canzoni New Attitude e Stir It Up per la colonna sonora del film di Eddie Murphy, Beverly Hills Cop - Un piedipiatti a Beverly Hills. New Attitude fu poi pubblicata come singolo alla fine del 1984 e raggiunse il nº 17 nella Billboard Hot 100. Stir It Up ebbe un successo simile nelle stazioni radio pop e come base nelle discoteche. Nek 1985, la LaBelle si esibì nello speciale televisivo, Motown Returns to Apollo e nel concerto per l'Etiopia, il Live Aid. La LaBelle guadagnò notorietà dopo le esibizioni in questi speciali facendola diventare una vera e propria pop star e permettendole di poter condurre il suo speciale televisivo quell'anno. Inoltre fu registrato un video di una sua esibizione del suo tout di quell'anno e uscì in formato VHS. Durante questo periodo lasciò la Philadelphia International e firmò un contratto con la MCA Records.
Nel 1986, Patti LaBelle pubblicò l'album di maggior successo della sua carriera da solista, Winner in You, che raggiunse il primo posto delle classifiche pop. L'album includeva il successo internazionale, On My Own e la ballata Oh People. Il successo di questo album rappresentò il picco della sua carriera, nonostante avesse continuato a mantenersi sulla stessa onda anche nel 1989 con la pubblicazione di Be Yourself, che includeva Yo Mister e la ballata If You Asked Me To, che fu cantata successivamente anche da Céline Dion. Quell'anno la LaBelle entrò nel cast di A Different World, il cui successo le permise di recitare in sua sit-com, chiamata Out All Night, che durò una sola stagione. Nel 1990, uscì il suo primo album di musica natalizia, This Christmas, Nel 1991, registro una versione della composizione di Babyface, Superwoman con Gladys Knight e Dionne Warwick. Il trio apparve anche nello speciale televisivo Sisters in the Name of Love nel 1986. Nel 1991 pubblicò l'album Burnin', disco d'oro, che comprendeva tre successi che entrarono nella top 5 della classifica R&B. Questo album le permise di vincere il suo primo Grammy Award come migliore performance vocale femminile R&B alla cerimonia dei Grammy Awards del 1992, condividendo la vittoria con Lisa Fischer, che vinse per la ballata How Can I Ease the Pain. Fu uno dei rari casi di un pareggio nella storia dei Grammy Award. Nel 1992 uscì il suo primo album dal vivo, Live!, con un'esibizione del 1991.
L'album del 1994 di Patti LaBelle, Gems, vinse il disco d'oro e includeva il successo The Right Kinda Lover. Nel 1997 uscì l'album Flame, che includeva la hit dance When You Talk About Love. La LaBelle pubblicò le sue memorie, Don't Block the Blessings, nel 1996 e il primo dei suoi cinque libri di cucina, che diventeranno bestseller, nel 1997. Nel 1998, uscì l'album dal vivo, Live! One Night Only, che le garantì la vittoria del suo secondo Grammy nel Febbraio del 1999. Nel 2000, la LaBelle pubblicò il suo ultimo album con la MCA, When a Woman Loves. Stipulò un contratto con la Def Soul Classics per pubblicare nel 2004 l'album Timeless Journey. Dopo l'uscita nel 2005 dell'album di cover, Classic Moments, Patti LaBelle litigò con Antonio "L.A." Reid riguardo alla direzione futura della sua carriera, finché non lasciò l'etichetta. Lo stesso anno i World Music Awards riconobbero i suoi anni di carriera musicale assegnandole il Legend Award. Nel 2006 uscì il suo primo album gospel, The Gospel According to Patti LaBelle attraverso l'etichetta Bungalo. L'album raggiunse la prima posizione nella classifica gospel di Billboard. La LaBelle in questo periodo pubblicò anche il libro Patti's Pearls. Ritornò alla Def Jam nel 2007 e lanciò il suo secondo album natalizio, Miss Patti's Christmas. Nel 2008, Patti LaBelle fece una reunion con Nona Hendryx e Sarah Dash come Labelle, pubblicando il loro primo album dopo 30 anni, Back to Now. Questo le portò anche in tour dalla fine del 2008 fino al 2009.

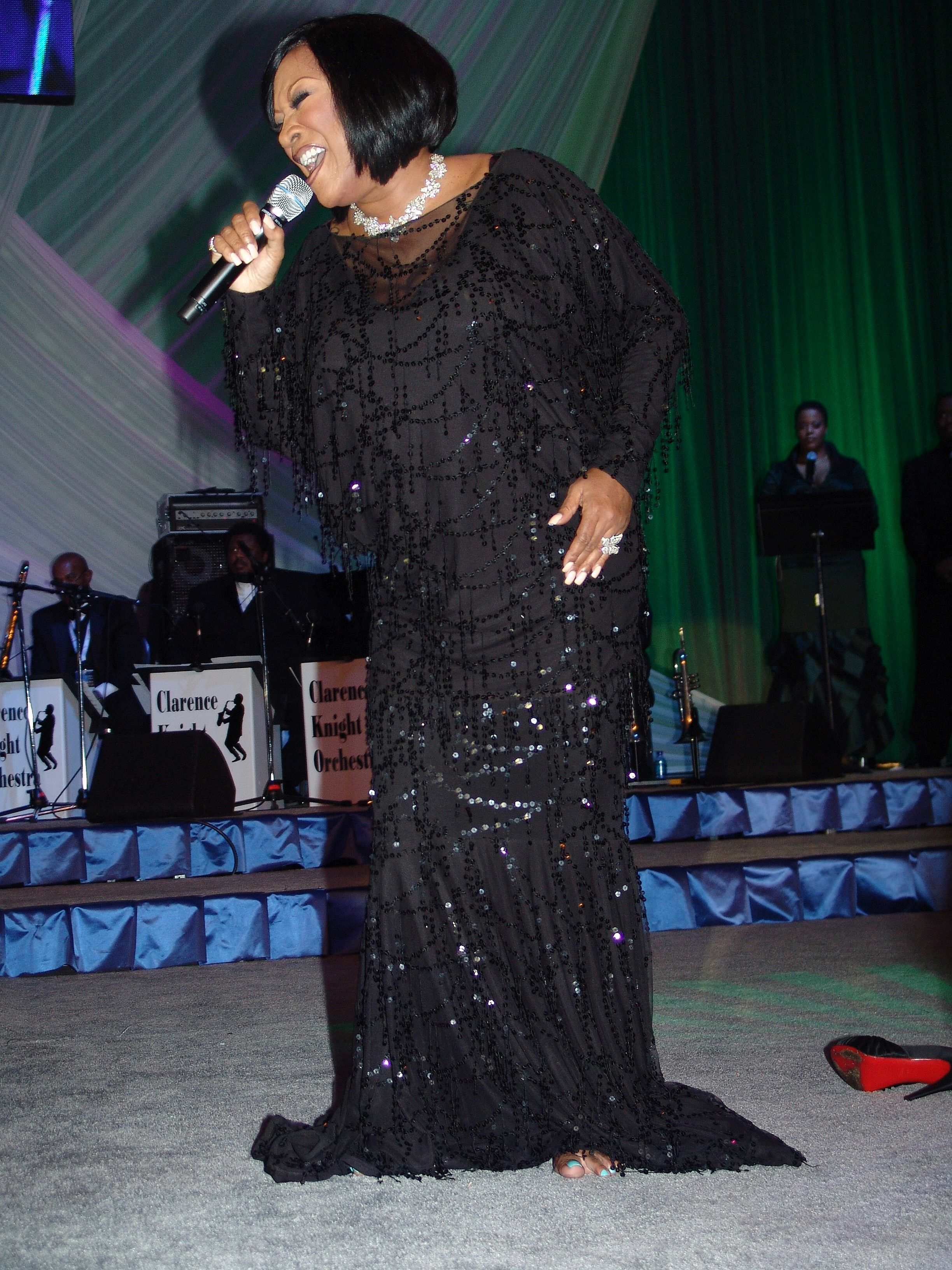
Patti LaBelle nel 2008 ad un evento dedicato al Presidente Barack Obama.

### Carriera recente (2010-oggi)
Il 14 settembre 2010, Patti LaBelle tornò a Broadway dopo vent'anni per esibirsi in Fela!, un musical sulla legenda dell'Afrobeat Fela Anikulapo-Kuti. La LaBelle rimpiazzò Lillias White nel ruolo della madre di Fela, Funmilayo Ransome-Kuti, e rimase nella produzione fino al 2 gennaio 2011.
Il 23 maggio 2011, la LaBelle è apparsa all'Oprah's Farewell Spectacular, Part 1, il primo di una serie di tre show che avrebbero costituito il finale di The Oprah Winfrey Show, dove ha cantato Over the Rainbow con Josh Groban. A Patti LaBelle fu assegnato il Lifetime Achievement Award ai BET Awards il 26 giugno 2011. La LaBelle, Aretha Franklin, Melissa Etheridge, Jill Scott, Janelle Monáe, Tessanne Chin e Ariana Grande si esibirono al concerto "Women of Soul: In Performance at the White House" condotto dal presidente Barack Obama alla Casa Bianca il 6 marzo 2014.
Il 10 giugno 2014 tornò a Broadway nel cast e nel team creativo del musical After Midnight. Nell'agosto di quell'anno, è apparsa nella quarta stagione della serie tv horror American Horror Story della FX, sottotitolata Freak Show.
Il 24 febbraio 2015, Patti LaBelle fu annunciata come una delle celebrità che avrebbe dovuto competere nella 20ª stagione di Dancing with the Stars. Il suo partner era il ballerino professionista Artem Chigvintsev. La coppia fu eliminata durante la sesta settimana e finì all'ottavo posto. Lo stesso anno è apparsa come ospite nella serie tv della Fox Empire interpretando sé stessa.
Nel 2016 è apparsa anche a The Voice come aiutante della coach Christina Aguilera.
Nel 2017 fu uscì il suo primo album Jazz, Bel Hommage.
Il 25 maggio 2019 il The New York Times citò Patti LaBelle tra le centinaia di artisti il cui materiale fu distrutto dall'incendio del 2008 all'Universal.

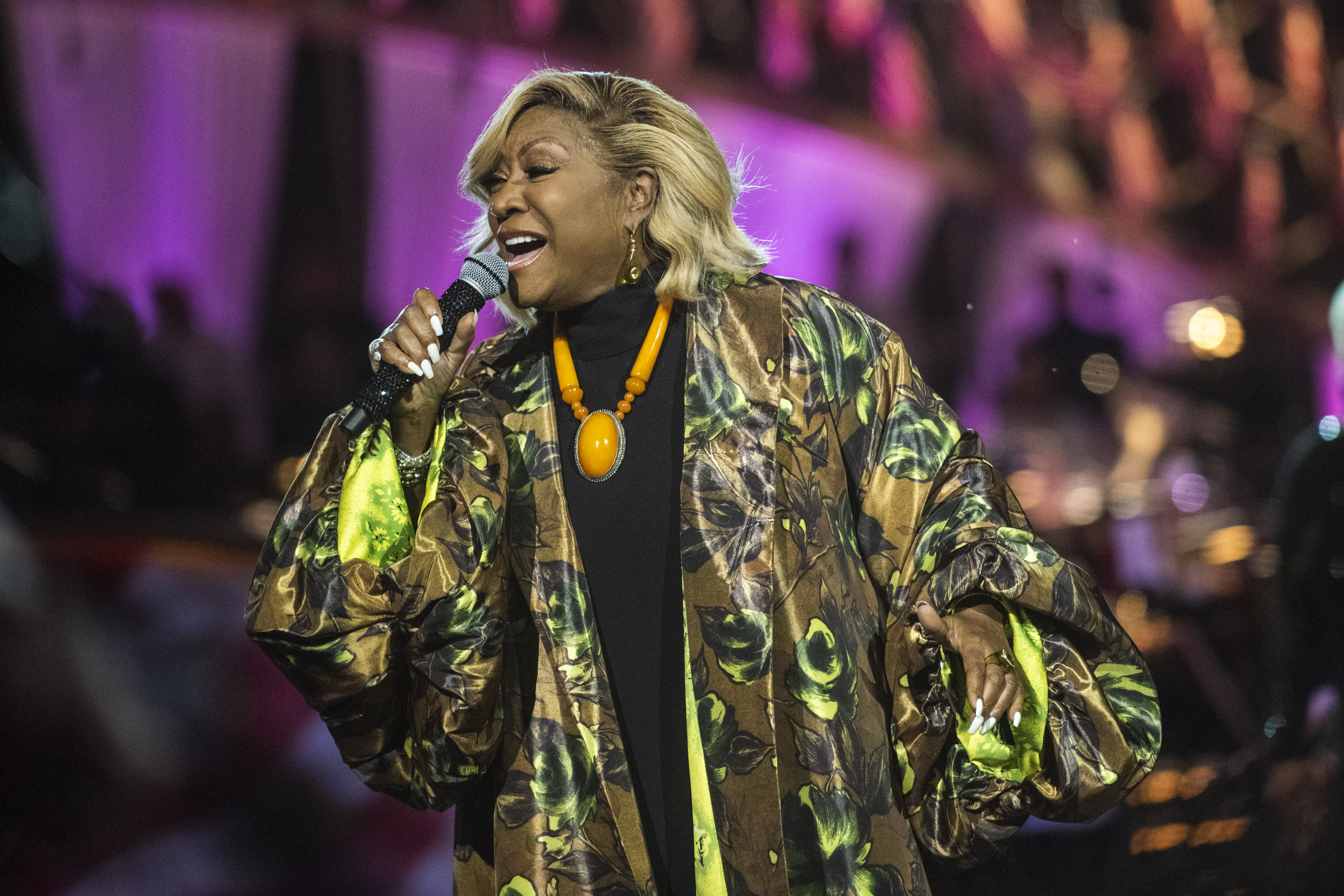
Patti LaBelle nel 2019 al National Memorial Day Concert.

Il 2 luglio 2019, Patti LaBelle fu onorata a Filadelfia con una strada che avrebbe portato il suo nome, Patti LaBelle Way, tra Locust e Spruce Street.
Inoltre, sempre nel 2019, Patti LaBelle partecipò a The Masked Singer, travestita da fiore.

## Vita privata
La LaBelle nelle sue memorie citò che fu stuprata da Jackie Wilson mentre era al Brooklyn Fox Theatre negli anni '60. Intorno al 1964, Patti LaBelle si fidanzò con Otis Williams, fondatore della band The Temptations. Nel 1969, sposò un amico di vecchia data, Armstead Edwards. Dopo l'inizio della carriera solista di Patti LaBelle, Edwards divenne il suo manager finché la coppia non si separò alla fine degli anni '90. Nel 2003 finalizzarono il loro divorzio. Hanno un figlio, Zuri Kye Edwards (nato nel 1973), che ora è il suo manager. Patti LaBelle è anche nonna di due nipoti. Oltre a Zuri, Patti ha altre due persone nella sua vita che per lei sono come dei figli, Todd e Stanley. Li conobbe dopo la morte della loro madre, Veaunita, una vicina di casa.
Nel 1975 sua sorella Vivian Hogan Rogers morì di cancro ai polmoni a 43 anni. Nel 1982 morì anche la sorella Barbara Holte Purifoy per cancro al colon a 40 anni. Nell'ottobre del 1978 perse sua madre Bertha per complicazioni dovute al diabete. Nel 1989 suo padre Henry morì per un enfisema dovuto a complicazioni date dalla sindrome di Alzheimer e sua sorella minore, Jacqueline "Jackie" Holte Padgett, per cancro ai polmoni. Come Vivian, anche Jackie aveva solo 43 anni quando è morta. La LaBelle le dedicò il suo album del 1991, Burnin', e la sua versione di Wind Beneath My Wings nel suo tour del 1991-92. Patti LaBelle pensava di non arrivare ai 50 anni, viste le morti premature nella sua famiglia e, quando raggiunse effettivamente quell'età, si sentì rinata. Nel 1995 le fu diagnosticato il diabete.

## Cause legali
Nel 2010 Patti LaBelle si arrabbiò e attaccò verbalmente e fisicamente una madre e la figlia di 18 mesi. La cantante gettò contro di loro dell'acqua, urlò delle oscenità e tentò di assalire la madre durante i 10 minuti di litigio nell'atrio dei Trump Place Apartments a Manhattan, NY. Patti si accordò per pagare $100,000 e tentò di far testimoniare anche il figlio, il quale mentì dicendo che non era accaduto nulla. La famiglia donò la somma in beneficenza.
Nel giugno del 2011 un cadetto della West Point denunciò Patti LaBelle perché sostenne di essere stato aggredito dalle sue guardie del corpo. La LaBelle e il suo entourage stavano per andare in Louisiana per un concerto, quando Richard King, un cadetto di 23 anni, stava aspettando qualcuno che lo venisse a prendere. L'entourage di Patti attaccò King causandogli una concussione, sostenendo che fosse stato lui a provocare l'attacco. La prova video mostrò che il ragazzo stava utilizzando il cellulare prima dell'attacco e che non provocò nessun membro dell'entourage di Patti LaBelle. King fu poi sospeso dall'accademia militare. Denunciò la LaBelle e Holmes (la guardia del corpo di Patti LaBelle) per aggressione per 1 milione di dollari. La LaBelle presentò una contro-causa. Efrem Holmes fu assolto dalle accuse nel 2013.

## Cultura pop
Patti LaBelle fu descritta come "la migliore icona gay di tutti i tempi e uno dei più grandi esempi dell'intersezione tra comunità LGBT e artiste donne nere". In un'intervista del 2017 ha detto: «Se ci penso, i miei fan gay sono una delle maggiori ragioni per cui sono ancora in piedi, perché mi hanno amato anche quando altre persone provavano a non farlo. Tutti mi chiedono, “Perché gli uomini gay ti amano così tanto?” “Non ne ho idea”, io rispondo. Non lo so ancora adesso. Ma so che questo amore mi ha sempre risollevato per molti, molti anni».
La LaBelle finì sui titoli di molti media quando alla fine del 2015 un vlogger, James Wright, recensì entusiasticamente su YouTube une delle sue torte alle patate dolci. Il video diventò virale e lo rimase a lungo, tanto che ogni secondo veniva venduta una di quelle torta nei Walmart di tutto il Paese. Patti LaBelle apparve anche in due pubblicità di Wallmart. Inoltre la LaBelle è la protagonista della serie web parodistica Got 2B Real.

## Discografia

### Album
Con le Bluebelles
- 1962 Sleigh Belles, Jingle Belles, and Bluebelles
- 1963 Sweethearts of the Apollo
- 1965 The Bluebelles on Stage
- 1966 Over the Rainbow
- 1967 Dreamer

Con le Labelle
- 1971 Labelle
- 1972 Moon Shadow
- 1973 Pressure Cookin'
- 1974 Nightbirds (numero 7 U.S.) (Oro)
- 1975 Phoenix (numero 44 U.S.)
- 1976 Chameleon (numero 94 U.S.)
- 2008 Back to Now

Solista
- 1977 Patti LaBelle (numero 62 U.S.)
- 1978 Tasty (numero 129 U.S.)
- 1979 It's Alright with Me (numero 145 U.S.)
- 1980 Released (numero 114 U.S.)
- 1981 The Spirit's in It (numero 156 U.S.)
- 1983 I'm in Love Again (numero 40 U.S.) (Oro)
- 1985 Patti (numero 72 U.S.) (Oro)
- 1986 Winner in You (numero 1 U.S., numero 30 UK, numero 29 U.S. Dance) (Platino)
- 1989 Be Yourself (numero 86 U.S.)
- 1990 This Christmas
- 1991 Burnin' (numero 71 U.S.) (Oro)
- 1992 Live! (numero 135 U.S.)
- 1994 Gems (numero 48 U.S.) (Oro)
- 1997 Flame (numero 39 U.S.) (Oro)
- 1998 Live! One Night Only (numero 182 U.S.)
- 2000 When a Woman Loves (numero 63 U.S.)
- 2004 Timeless Journey (numero 18 U.S.) (Oro)
- 2005 Classic Moments (numero 24 U.S.)
- 2006 The Gospel According to Patti LaBelle (numero 86 U.S.)
- 2007 Miss Patti's Christmas (numero 179 U.S.)
- 2008 Live in Washington (numero 80 U.S.)
- 2017 Bel Hommage

## Premi

### Dottorati onorari
- Berklee College of Music (1996)[41]
- Temple University (2010)

### Emmy Awards
| Premi Emmy | Premi Emmy                                                         | Premi Emmy                                    | Premi Emmy | Premi Emmy |
| Anno       | Categoria                                                          | Titolo                                        | Risultato  | Note       |
| ---------- | ------------------------------------------------------------------ | --------------------------------------------- | ---------- | ---------- |
| 1985       | Migliore esibizione individuale in un Variety o programma musicale | Motown Return to The Apollo                   | Nomination | [ 42 ]     |
| 1986       | Migliore esibizione individuale in un Variety o programma musicale | Sylvia Fine Kaye's Musical Comedy Tonight III | Nomination | [ 42 ]     |

| Grammy Awards | Grammy Awards                                     | Grammy Awards                                   | Grammy Awards |
| Anno          | Categoria                                         | Titolo                                          | Risultato     |
| ------------- | ------------------------------------------------- | ----------------------------------------------- | ------------- |
| 1984          | Migliore Performance Vocale Femminile R&B         | The Best Is Yet to Come                         | Nomination    |
| 1986          | Migliore Performance Vocale Femminile R&B         | New Attitude                                    | Nomination    |
| 1987          | Migliore Performance Vocale Femminile R&B         | Winner in You                                   | Nomination    |
| 1987          | Miglior Interpretazione Vocale di Gruppo          | On My Own(con Michael McDonald)                 | Nomination    |
| 1991          | Migliore Performance Vocale Femminile R&B         | I Can't Complain                                | Nomination    |
| 1992          | Migliore Esibizione R&B di un Duo o Gruppo Vocale | Superwoman (con Gladys Knight e Dionne Warwick) | Nomination    |
| 1992          | Migliore Performance Vocale Femminile R&B         | Burnin'                                         | Vittoria      |
| 1994          | Migliore Performance Vocale Femminile R&B         | All Right Now (Live)                            | Nomination    |
| 1998          | Migliore Performance Vocale Femminile R&B         | When You Talk About Love                        | Nomination    |
| 1998          | Miglior Album R&B                                 | Flame                                           | Nomination    |
| 1999          | Miglior Esibizione R&B Tradizionale               | Live! One Night Only                            | Vittoria      |
| 2004          | Miglior Esibizione R&B Tradizionale               | Way Up There                                    | Nomination    |
| 2004          | Grammy Hall of Fame                               | Lady Marmalade                                  | Vittoria      |
| 2005          | Miglior Esibizione Vocale R&B Tradizionale        | New Day                                         | Nomination    |

### Image Awards
| NAACP Image Awards | NAACP Image Awards                                               | NAACP Image Awards                   | NAACP Image Awards |
| Anno               | Categoria                                                        | Titolo                               | Risultato          |
| ------------------ | ---------------------------------------------------------------- | ------------------------------------ | ------------------ |
| 1986               | Intrattentitore dell'Anno                                        | Patti LaBelle                        | Vittoria           |
| 1992               | Intrattentitore dell'Anno                                        | Patti LaBelle                        | Vittoria           |
| 1996               | Migliore esibizione - Serie Variety/Speciale                     | The Essence Awards                   | Vittoria           |
| 1998               | Migliore esibizione - Serie Variety/Speciale                     | Live! One Night Only                 | Vittoria           |
| 2004               | Migliore Artista Donna                                           | Patti LaBelle                        | Vittoria           |
| 2006               | Migliore Attrice - Televisione, Film, Miniserie o Speciale Drama | Why I Wore Lipstick to My Mastectomy | Vittoria           |
| 2006               | Migliore Artista Gospel                                          | Patti LaBelle                        | Vittoria           |

### Lifetime Achievement Awards
| Anno | Associazione              | Categoria                                         |
| ---- | ------------------------- | ------------------------------------------------- |
| 1995 | Soul Train Music Awards   | Heritage Award - Successo nella Carriera          |
| 1998 | The Essence Awards        | Triumphant Spirit Award - Successo nella Carriera |
| 2001 | BET Walk Of Fame          | Walk Of Fame Award                                |
| 2001 | Lady of Soul Awards       | Lena Horne Lifetime Achievement Award             |
| 2003 | Songwriter's Hall of Fame | Sammy Cahn Lifetime Achievement Award             |
| 2008 | World Music Awards        | Legend Award                                      |
| 2009 | Apollo Theater            | Legends Hall Of Fame                              |
| 2011 | BET Awards                | Lifetime Achievement Award                        |
| 2013 | Black Girls Rock          | Living Legend Award                               |
| 2016 | BET Honors                | Musical Arts Award                                |

### Altri premi
| Anno | Associazione          | Categoria                  | Risultato |
| ---- | --------------------- | -------------------------- | --------- |
| 1993 | American Music Awards | Artista R&B/Soul preferita | Vittoria  |
| 2007 | GLAAD                 | Media Excellence Award     | Vittoria  |
| 2009 | UNCF Evening of Stars | UNCF Award of Excellence   | Vittoria  |

## Filmografia

### Cinema
- Richard Pryor: Live in Concert, regia di Jeff Margolis (1979) – film documentario
- Storia di un soldato (A Soldier's Story), regia di Norman Jewison (1984)
- Sing - Il sogno di Brooklyn (Sing), regia di Richard J. Baskin (1989)
- Idlewild, regia di Bryan Barber (2006)
- Semi-Pro, regia di Kent Alterman (2008)

### Televisione
- American Playhouse – serie TV, episodio 1x14 (1982)
- Cause innaturali (Unnatural cases), regia di Lamont Johnson – film TV (1986)
- Il fuoco dopo la pioggia (Fire and Rain), regia di Jerry Jameson – film TV (1989)
- Tutti al college (A Different World) – serie TV, 8 episodi (1990-1993)
- Out All Night – serie TV, 19 episodi (1992-1993)
- La tata (The Nanny) – serie TV, episodio 1x22 (1994)
- Cosby – serie TV, episodio 1x22 (1997)
- Lipstick (Why I Wore Lipstick to My Mastectomy), regia di Peter Werner – film TV (2006)
- American Horror Story – serie TV, 5 episodi (2014)
- Empire – serie TV, episodio 1x12 (2015)
- Daytime Divas – serie TV, 3 episodi (2017)
- Il metodo Kominsky (The Kominsky Method) – serie TV, episodio 1x02 (2018)
- Greenleaf – serie TV, 6 episodi (2018)
- Star – serie TV, 5 episodi (2018-2019)
- A Family Christmas Gift, regia di Kevin Fair – film TV (2019)
- The Neighborhood – serie TV, episodio 4x20 (2022)
- Natale a New Orleans (A New Orleans Noel), regia di Angela Tucker – film TV (2022)

## Doppiatrici italiane
Nelle versioni in italiano dei suoi film, Patti LaBelle è stata doppiata da:
- Paila Pavese in Semi-Pro, Il metodo Kominsky
- Anna Rita Pasanisi in Empire, Star
- Valeria Perilli in American Horror Story